# Réseaux
Réseaux è un singolo del rapper francese Niska, il primo estratto dal secondo album in studio Commando e pubblicato il 28 luglio 2017.

## La canzone
Seconda traccia dell'album Commando, Réseaux è stato reso disponibile il 28 luglio 2017 ed è rimasto in vetta alle classifiche dei singoli in Francia per 11 settimane consecutive. A settembre 2017, al brano è stato riconosciuto il disco di diamante.

## Classifiche
| Classifica (2014) | Posizione massima |
| ----------------- | ----------------- |
| Belgio (Fiandre)  | 23                |
| Belgio (Vallonia) | 1                 |
| Francia           | 3                 |
| Germania          | 41                |
| Svizzera          | 23                |